# My Shining Hour
My Shining Hour ist ein Song, der von Harold Arlen (Musik) und Johnny Mercer (Text) geschrieben und 1943 veröffentlicht wurde.

## Hintergrund und Verwendung des Songs
Arlen und Mercer verfassten den Song für das Filmmusical The Sky’s the Limit, in dem Fred Astaire und Joan Leslie die Hauptrollen spielten. Im Film wurde das Lied von Sally Sweetland präsentiert, die den Gesang für Joan Leslie synchronisierte, begleitet vom Freddie Slack Orchestra.
Der Song in der Liedform A-A'-B-A hatte den Charakter einer Ballade, und der Text war im Refrain mit Hymnenform gehalten. Er wurde in der Kategorie Bester Song für einen Oscar nominiert, den schließlich 1944 Harry Warren und Mack Gordon für den Song You’ll Never Know erhielten.
Angeblich steht der Songtitel in Zusammenhang mit einer Rede, die Winston Churchill am 18. Juni 1940 vor dem britischen Parlament hielt und die anschließend von der BBC aufgenommen wurde; dort sprach er von einer „Finest Hour“ („...last for a thousand years, men will still say, 'This was their Finest Hour.“). Walter Rimler merkt in seinem Buch Not Fade Away (1984) an, dass das Songwriterduo Arlen/Mercer in ihrer Karriere „einige sehr gute Songs für ein paar sehr schlechte Filme“ geschrieben hätten, wie „Ac-Cent-Tchu-Ate the Positive“ (für Here Come the Waves, 1944) und eben „My Shining Hour“ und „One for My Baby (and One More for the Road)“ für The Sky's the Limit. Es war die einzige Arbeit Harold Arlens für einen Fred-Astaire-Film.

## Coverversionen
Bereits 1943 wurde der Song von Glen Grays Casa Loma Orchestra (mit dem Gesang von Eugenie Baird) gecovert; deren Version (Decca 18567) kam im Dezember in die US-Hitparaden, wo sie sieben Wochen blieb und bis auf Platz 4 kam.
In den 1940er- und 1950er-Jahren folgten zahlreiche Aufnahmen des Songs, u. a. durch Jan Garber, André Previn, Ruth Price, Mel Tormé, Stan Kenton, Chris Connor, Diahann Carroll und Tommy Dorsey, was den Song zu einem populären Jazzstandard machte. 1959 interpretiert ihn John Coltrane (Coltrane Jazz), in späteren Jahren u. a. auch Howard Alden, Duane Eubanks, Roy Haynes, Åke Johansson, Greetje Kauffeld, Brian Lemon,  Larry McKenna (My Shining Hour: Larry McKenna Plays Harold Arlen, 1997), Michael Moore, Warren Vaché, Tim Warfield und Gail Wynters. Tom Lord listet 322 Coverversionen des Titels.